# Labeo fisheri
The Green Labeo or Mountain Labeo (Labeo fisheri) là một loài cá vây tia trong họ Cyprinidae.
Nó chỉ được tìm thấy ở Sri Lanka.